# Carles VII de Hohenlohe-Neuenstein
Carles VII de Hohenlohe-Neuenstein (en alemany Kraft von Hohenlohe-Neuenstein) va néixer a Langenburg (Alemanya) el 14 de novembre de 1582 i va morir a Regensburg l'11 d'octubre de 1641. Era un noble alemany fill de Wolfgang II de Hohenlohe-Neuenstein (1546-1610) i de Magdalena de Nassau-Dillenburg (1547-1633).

## Matrimoni i fills
El 7 de maig de 1615 es va casar a Neuenstein amb Sofia de Zweibrücken-Birkenfeld
(1593-1676), filla del comte palatí Carles I de Zweibrücken-Birkenfeld (1560-1600) i de Dorotea de Brunsvic-Luneburg (1570-1649). El matrimoni va tenir catorze fills:
- Sofia Magdalena (1616-1627)
- Joan Frederic (1617-1702), casat amb Lluïsa Amona de Holstein (1642-1685)
- Carles Magnus (1618-1670)
- Sigfrid (1619-1684), casat primer amb Maria Kounice (1627-1674) i després amb Sofia Amàlia de Zweibrücken (1646-1695).
- Anna Dorotea (1621-1643), casada amb Joaquim Ernest d'Oettingen-Oettingen (1612-1659).
- Wolfgang Juli (1622-1698), casat primer amb Sofia Elionor de Holstein (1644-1689) i després amb Francesca Bàrbara de Welz (1666-1718).
- Clara Diana (1623-1632)
- Joan Lluís (1625-1689), casat amb Magdalena Sofia d'Oettingen-Oettingen.
- Margarida Hedwig (1625-1676), casada amb Cares Otó de Birkenfeld (1625-1671).
- Carlota Susanna (1626-1666)
- Sofia Magdalena (1628-1680)
- Eva Krafteline (1629-1651)
- Felip Maximilià (1630-1658)
- Elionor Clara (1632-1709), casada amb Gustau Adolf de Nassau-Saarbrücken (1632-1677).